# Марі Фірмен Бокур
Марі Фірмен Бокур (фр. Marie Firmin Bocourt; 19 квітня 1819 — 4 лютого 1904) — французький зоолог і художник.
У молодості він працював препаратером у зоолога Габріеля Біброна (1805—1848), згодом ставмузейним художником. У 1861 році його відправили до Сіаму, де він досліджував місцеву фауну та привіз важливу колекцію зразків.
Він співпрацював з Огюстом Дюмерілем (1812—1870) над Mission scientifique au Mexique et dans l'Amérique Centrale, звітом наукової експедиції Бокура до Мексики та Центральної Америки в 1864—1866 роках під час французької інтервенції в Мексиці під проводом Наполеона III. Огюст Дюмеріль помер у 1870 році, і проєкт продовжив Бокур за сприяння Леона Вайлана (1834—1914), Франсуа Моккараа (1834—1917) та Фернана Анхеля (1881—1950). Разом з Вайланом він опублікував дослідження про риб «Études sur les poissons», яке було включено до Mission scientifique au Mexique et dans l'Amérique Centrale.
Як художник він спеціалізувався на гравюрах, створював портрети сучасних людей, а також зоологічні ілюстрації.

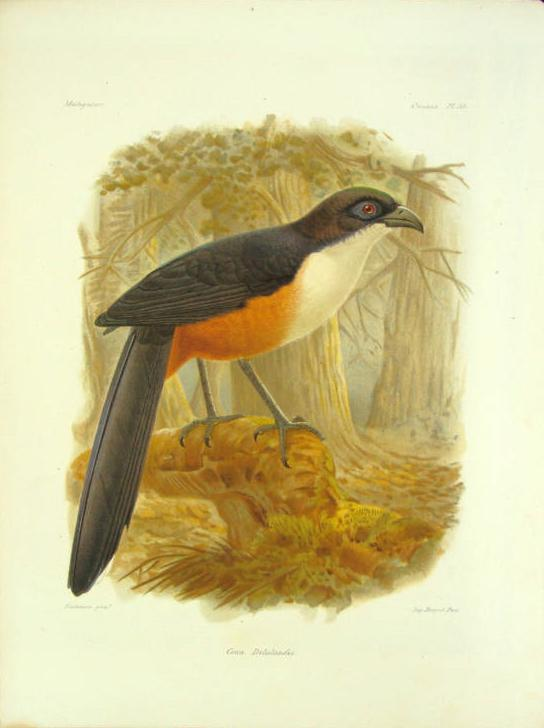
Коуа біловолий (Coua delalandei), хромолітична гравюра Bocourt et Fagnet, виготовлена для книги Альфреда Грандідьє L'Histoire Politique, Physique et Naturelle de Madagascar.

## Таксони названий на честь Бокура
- Callinectes bocourti(інші мови) A. Milne-Edwards, 1879
- Phoboscincus bocourti (Brocchi(інші мови), 1876)[5]
- Tantilla bocourti (Günther, 1895)[5]
- Incilius bocourti(інші мови) (Brocchi, 1877)[4]
- Craugastor bocourti(інші мови) (Brocchi, 1877)[4]
- Hyla bocourti(інші мови) (Mocquard(інші мови), 1899)[4]
- Cincelichthys bocourti(інші мови) (Vaillant(інші мови) & Pellegrin, 1902)
- Agama bocourti(інші мови) Rochebrune(інші мови), 1884[5]
- Anolis bocourtii Cope, 1876[5]
- Atractus bocourti Boulenger, 1894[5]
- Micrurus bocourti (Jan(інші мови), 1872)[5]
- Mystus bocourti (Bleeker, 1864)
- Pangasius bocourti(інші мови) Sauvage, 1880
- Polemon bocourti Mocquard, 1897[5]
- Sceloporus occidentalis bocourtii Boulenger, 1885[5]
- Subsessor bocourti (Jan, 1865)[5]

## Праці
- Bocourt, F. (1868) Descriptions de quelques crotaliens nouveaux appartenant au genre Bothrops, recueillis dans le Guatemala. Ann. Sci. Nat., Zool., ser. 5, vol. 10, p. 201–202.
- Duméril, A., Bocourt, F. Études sur les reptiles et les batraciens. en la serie «Mission scientifique au Mexique et dans l'Amérique centrale., recherches zoologiques», 3e partie, 1ère section. Paris: Imprimerie Impériale.
- Duméril, A., Bocourt, F. & Mocquard, F. (1870—1909). Mission scientifique au Mexique et dans l'Amérique Centrale. Recherches zoologiques. Paris: Imprimerie Impériale
- Bocourt, F. (1873a) Caractères d'une espèce nouvelle d'iguaniens le Sceleporus acathhinus. [Characters on a New Iguana Species, Sceleporus acathinus] Ann. Sci. Nat., Zool. (5)17(6): 1.
- Bocourt, F. (1873b) Deux notes sur quelques sauriens de l'Amérique tropicale. [Two Notes on Its Tropical (Pan-)American Lizards] Ann. Sci. Nat., Zool. Paleontol. (5)19(4): 1–5.
- Bocourt, F. (1873c) Note sur quelques espèces nouvelles d'iguaniens du genre Sceleporus. [Notes on the New Iguana Species of the Genre Sceleporus] Ann. Sci. Nat., Zool. (5)17(10): 1–2.
- Bocourt, F. (1873—1897) Études sur les reptiles. [Studies on Reptiles] Part 3, Sect. 1, Book. 2–15, pp. 33–860, Mission Scientifique au Mexique et dans l'Amérique Centrale — Recherches Zoologiques. Paris, Imprimerie Imperiale. p. 1012
- Bocourt, F. (1876a) Note sur quelques reptiles du Mexique. [Notes on Its Reptiles of Mexico] Ann. Sci. Nat., Zool.(6)3(12): 1–4.
- Bocourt, F. (1876b) Note sur quelques reptiles de l'Isthme de Tehuantepec (Mexique) donnés par M. Sumichrast(інші мови) au Muséum. J. Zool. (Paris) 5: 386—411.
- Bocourt, F. (1879) Etudes sur les reptiles. [Studies on Reptiles] Miss. Sci. Mexique, Rech. ZooL. Book. 6:361-440, p. 21–22, 22A-22D